# Spondé
Spondé ou Sponde (en grec ancien Σπονδή / Spondḗ), l'une des douze Heures d'une mythologie grecque tardive, est associée aux libations versées après le repas. 

## Étymologie
Spondé, en grec ancien Σπονδή / Spondḗ, signifie libation.

## Fonctions
Très tardivement dans la mythologie grecque, les Heures, traditionnellement au nombre de trois, en viennent à personnifier les moments de la journée. Sous la plume de poètes récents, leur nombre est alors porté à douze. Ces nouvelles Heures deviennent filles du Temps (Chronos) chez Nonnos de Panopolis (Ve siècle) ou d'Hélios (le Soleil) et de Séléné (la Lune) pour Quintus de Smyrne (IIIe ou IVe siècle après J.-C.). Spondé est la septième des Heures et personnalise le temps des Libations versées après le repas.